# Joegoldsteinite
La joegoldsteinite (simbolo IMA: Jgs) è un minerale raro del supergruppo dello spinello e in particolare dei tiospinelli, nella cui famiglia occupa un posto nel sottogruppo della linnaeite; appartiene alla classe dei solfati con composizione chimica MnCr2S4.
È definita come l'analogo del manganese della daubréelite, l'analogo dello zinco della kalininite e l'analogo del rame della cuprokalininite.

## Etimologia e storia
La joegoldsteinite prende il nome da Joseph (Joe) I. Goldstein (1939-2015), noto per i suoi contributi fondamentali alla ricerca sui meteoriti di ferro, ai tassi di raffreddamento dei metalli, all'equilibrio di fase ferro-nichel, alla microscopia elettronica e alla microanalisi.

## Classificazione
Nella Sistematica dei lapis (Lapis Systematik) di Stefan Weiß la joegoldsteinite è elencata nella classe dei "solfuri e solfosali" e nella sottoclasse dei "solfuri con [il rapporto di massa] metallo:S,Se,Te < 1:1", dove il minerale forma il "gruppo della linnaeite" insieme a bornhardtite, carrollite, cuprokalininite, daubréelite, fletcherite, florensovite, greigite, cadmoindite, kalininite, linnaeite, polidimite, siegenite, trüstedtite, tyrrellite e violarite con il numero di sistema II/D.01.
La nona edizione della classificazione dei minerali di Strunz, aggiornata dall'IMA fino al 2009, non elenca la joegoldsteinite, poiché essa è stata approvata dall'Associazione Mineralogica Internazionale (IMA) solo nel 2015. Il minerale è però elencato nell'edizione successiva, proseguita dal database "mindat.org" e chiamata Classificazione Strunz-mindat dove la joegoldsteinite è elencata insieme a shiranuiite, fletcherite, florensovite, siegenite, cadmoindite, kalininite, violarite, nickeltyrrellite, linnaeite, carrollite, cuproiridsite, cuprorhodsite, berndlehmannite, polidimite, trüstedtite, daubréelite, cuprokalininite, greigite, bornhardtite, tyrrellite, indite, xingzhongite e malanite e con le quali forma il sistema nº 2.DA.05.
Analogamente la joegoldsteinite non è elencata nella classificazione dei minerali secondo Dana, molto usata nei paesi anglosassoni e aggiornata l'ultima volta nel 1996.

## Chimica
La composizione della joegoldsteinite è suddivisa in percentuale di peso da zolfo al 44,66%, da cromo al 36,21% e manganese al 19,13%.
La formula empirica è:
{\displaystyle {\ce {(Mn_{0,82}Fe_{0,23}) Cr_{1,99}S_{3,95}}}}

## Abito cristallino
La joegoldsteinite cristallizza nel sistema cubico nel gruppo spaziale Fd3m (gruppo nº 227) con la costante di reticolo a = 10,11 Å, oltre ad avere 8 unità di formula per cella unitaria.

## Origine e giacitura
La joegoldsteinite stata scoperta nel meteorite Social Circle trovato nel 1927 nella contea di Walton in Georgia, negli Stati Uniti (33.7°N 83.7°E). Di solito si trova associato ad altri minerali come la troilite o la niningerite. È stato descritto anche in altri due meteoriti: nel meteorite Bustee, trovato a Gorakhpur (in Uttar Pradesh, India) e nel meteorite Indarch, trovato a Şuşa (in Azerbaigian).
Il suo campione tipo è conservato presso la collezione di meteoriti dell'Università della California a Los Angeles.

## Forma in cui si presenta in natura
La joegoldsteinite si presenta sotto forma di inclusioni di diametro compreso tra 13 e 15 micron. In colori e in luce riflessa ha un aspetto molto simile alla daubréelite.